# Tempelteich

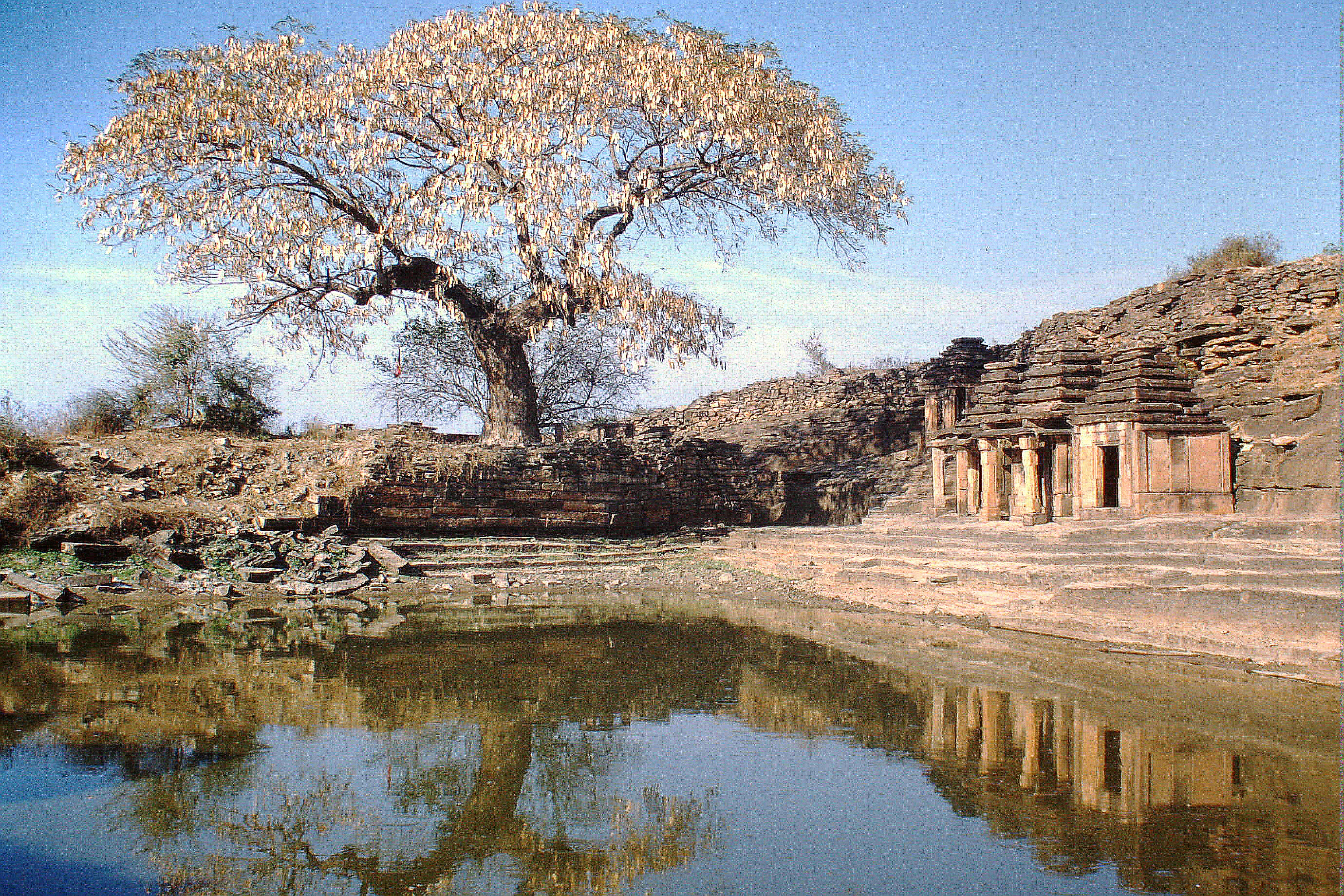
Natürlicher bzw. teilweise befestigter Tempelteich von Naresar, Madhya Pradesh

Bei einem Tempelteich (englisch: temple tank; Hindi: kund; in anderen Regionen Indiens auch kalyani, pushkarini, tirtha, talab, pukhuri, sarovara) handelt es sich um ein stehendes Gewässer in unmittelbarer Nähe eines indischen Tempels (mandir) oder Tempelkomplexes. Eine eindeutige konstruktive oder definitorisch exakte Abgrenzung zu den Stufenbrunnen (vavs oder baolis) ist selbst für Inder in manchen Fällen schwierig – wichtigstes Unterscheidungskriterium ist das (Nicht-)Vorhandensein eines oder mehrerer Tempel in unmittelbarer Nähe.

## Funktion
Tempelteiche dienten ursprünglich Brahmanen und Gläubigen zur rituellen Reinigung vor einem Tempelbesuch, wobei die Kleidung wohl auch in früheren Zeiten meist anbehalten wurde, da sie in der Sonne anschließend schnell wieder trocknete. Im Hinterland bildeten sie einen vollwertigen Ersatz für das Bad in den heiligen Flüssen Ganges, Yamuna, Narmada u. a; viele Hindus glauben sogar, das Wasser der Tempelteiche stehe auf geheimnisvolle Art mit diesen in Verbindung und verfüge folglich über dieselben Heilkräfte. Bei der Einweihung wurde wohl oft auch etwas Gangeswasser in den Teich gegossen – ein Ritual, das heute zuweilen wiederholt wird. Sowohl die befestigten Flussuferbereiche als auch die zu den Tempelteichen hinabführenden Treppenstufen werden als ghats bezeichnet.
In Trockenzeiten bildete das in den Tempelteichen befindliche Wasser oft die einzige Reserve für Mensch und Tier. Heutzutage dienen etliche historische Tempelteiche nicht selten als Ersatz für fehlende häusliche Bade- und Waschmöglichkeiten oder als Vergnügungsort für Kinder.

## Geschichte

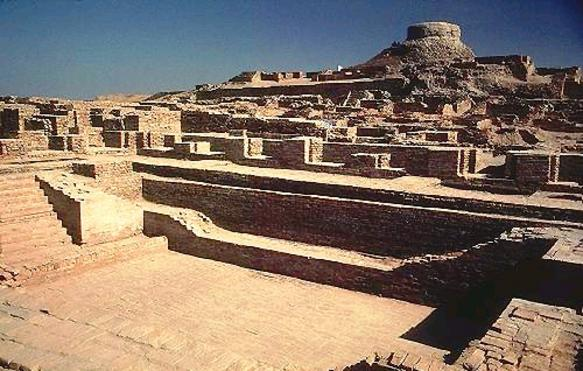
‚Großes Bad‘ in Mohenjo-Daro

Einige Forscher führen die Anlage von meist quadratischen Tempelteichen bis auf die Regenwasser-Auffangbecken der Induskultur zurück (z. B. Mohenjo-Daro oder Dholavira). Andere sehen in ihnen spätere Entwicklungen, denn aus antiker (Maurya-Reich) und frühmittelalterlicher (Gupta-Reich) Zeit sind keine derartigen Bauten bekannt. Für manche Anlagen (z. B. Pushkar, Naresar, Badami oder Mahakuta) ist davon auszugehen, dass kleinere natürliche Bodensenken, in denen sich während der sommerlichen Monsunzeit das Regenwasser staute, den Ausgangspunkt für den Bau eines oder mehrerer Tempel an ihren – in späterer Zeit oft aufgestauten und befestigten – Ufern bildeten. Vom indischen Hochmittelalter (10.–12. Jahrhundert) an finden sich Tempelteiche häufiger (z. B. in Khajuraho, Mathura, Modhera und andernorts). Exakte oder auch nur annäherungsweise Datierungen der noch erhaltenen Anlagen sind nahezu unmöglich, da sie häufig ausgebessert werden mussten oder gar komplett erneuert wurden.

## Beispiele

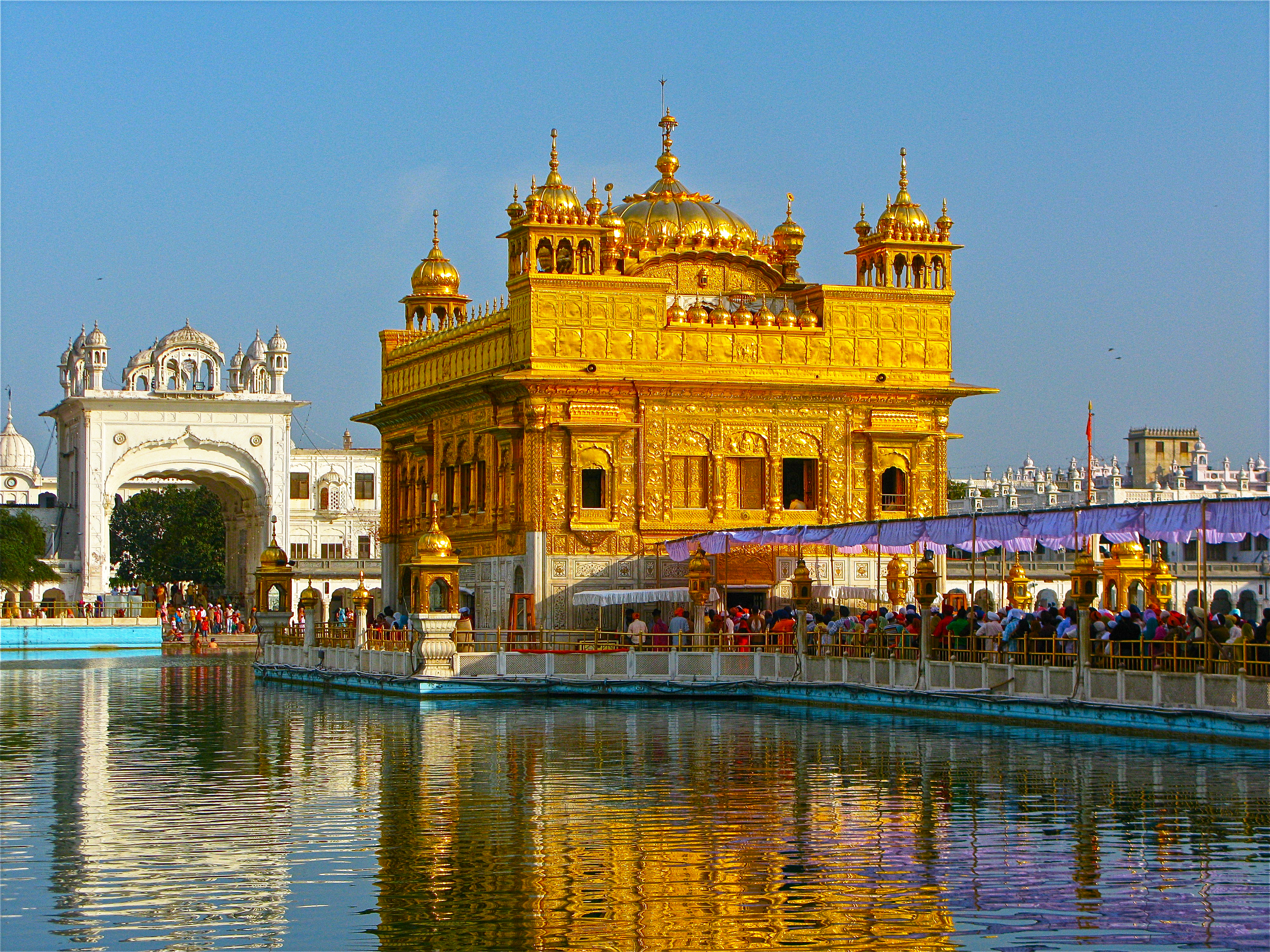
Sarovar beim Goldenen Tempel von Amritsar, Punjab
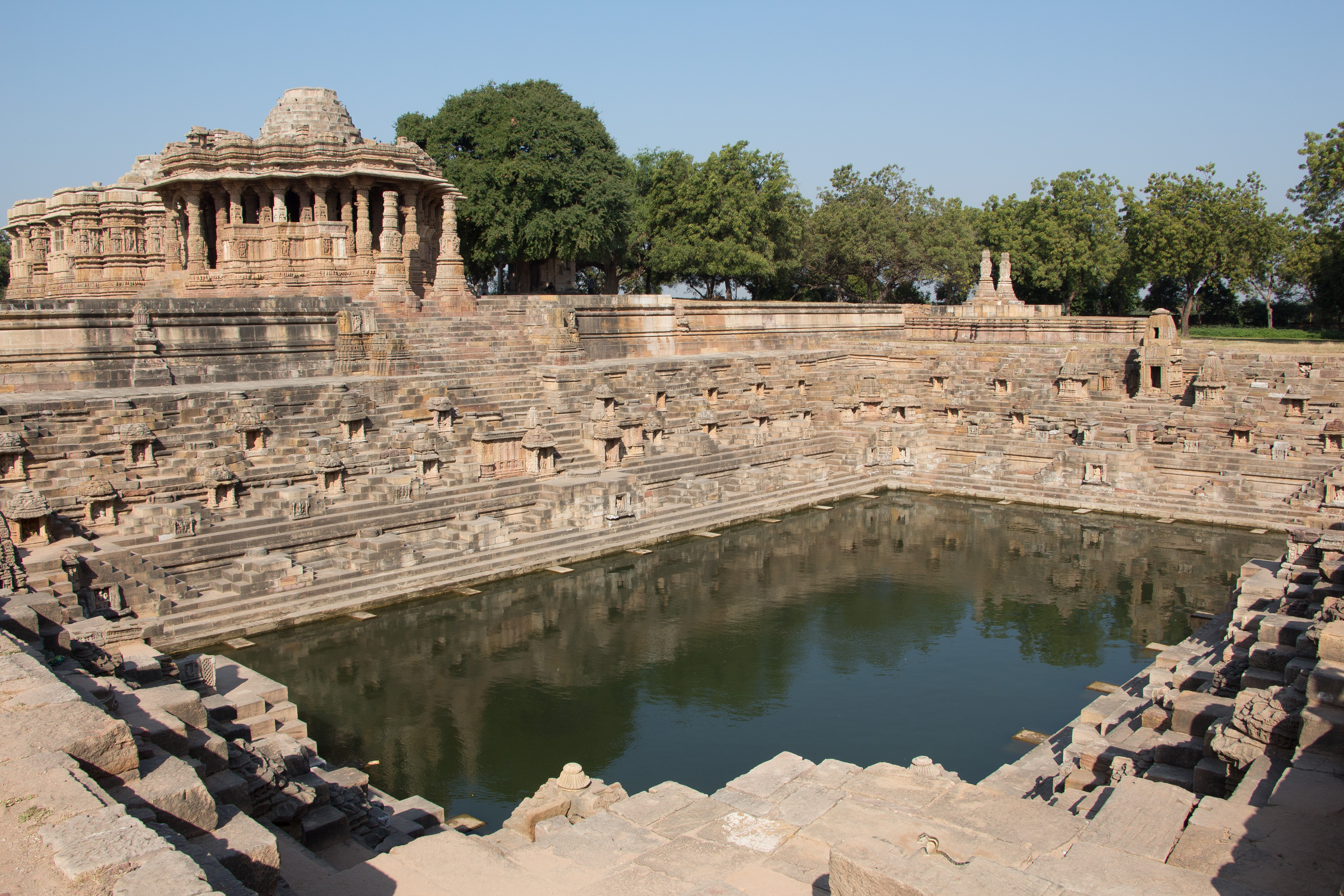
Tempelteich in Form eines Stufenbrunnens in Modhera, Gujarat
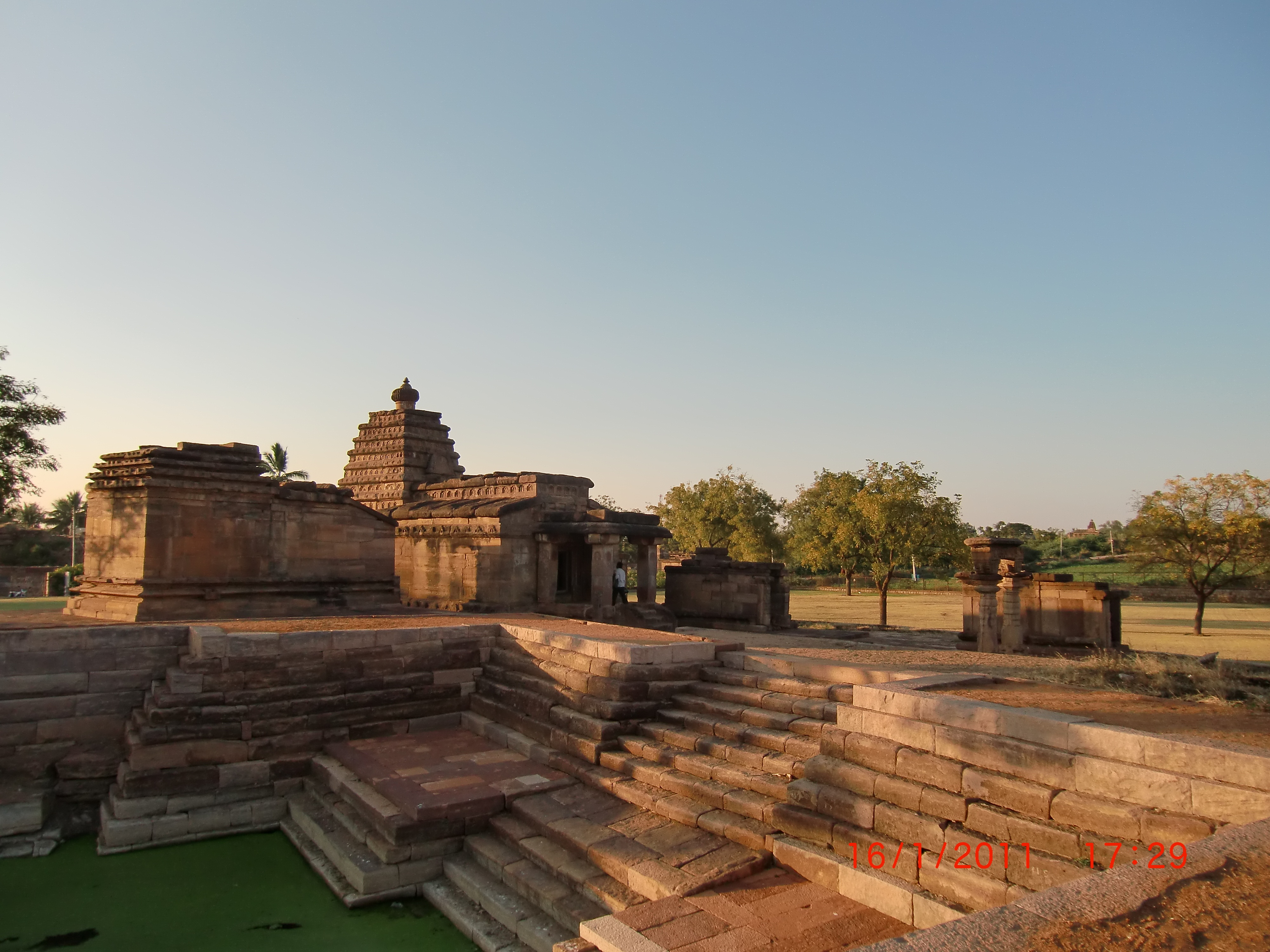
Tempelteich in Aihole, Karnataka
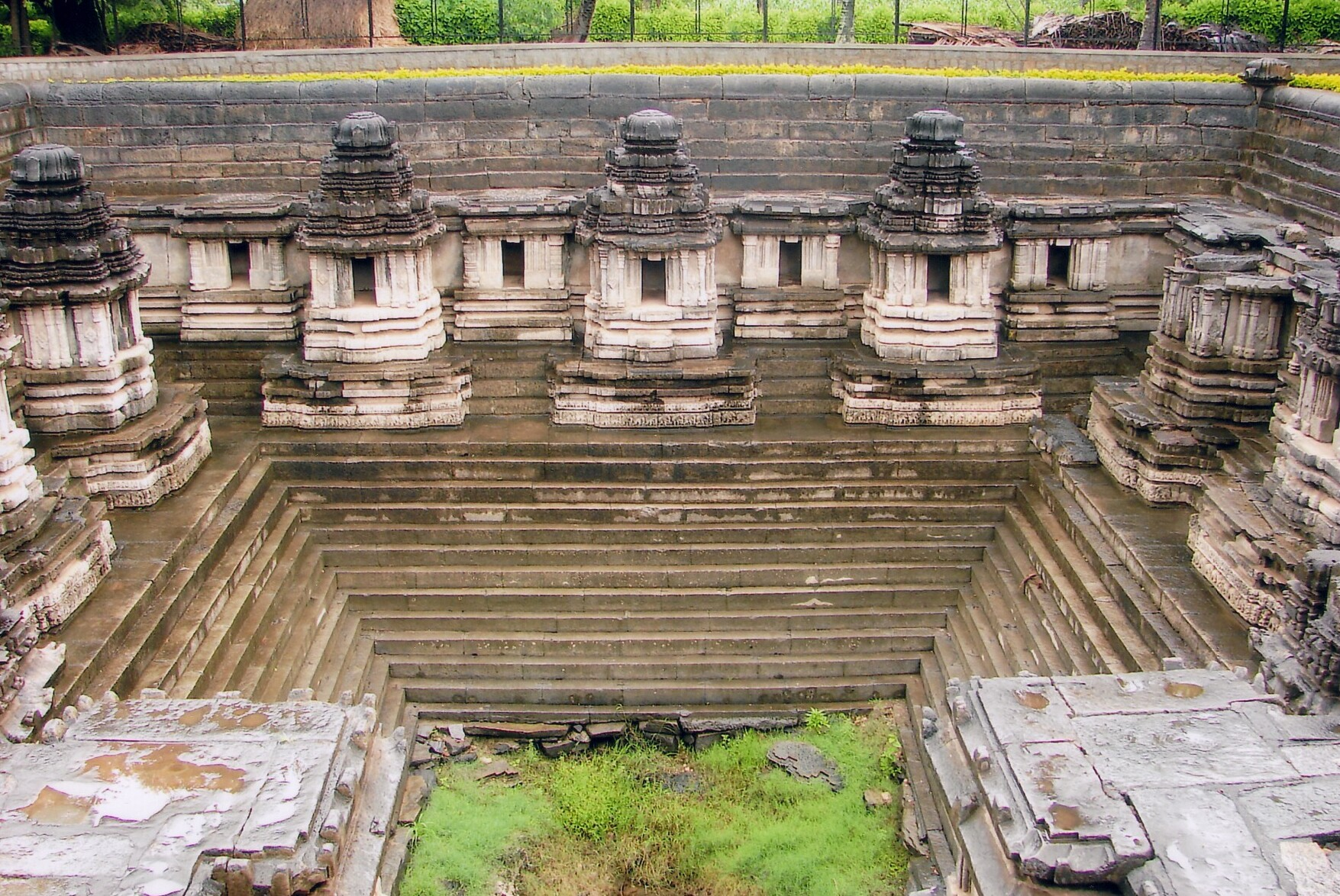
Pushkarni in Hulikere, Karnataka
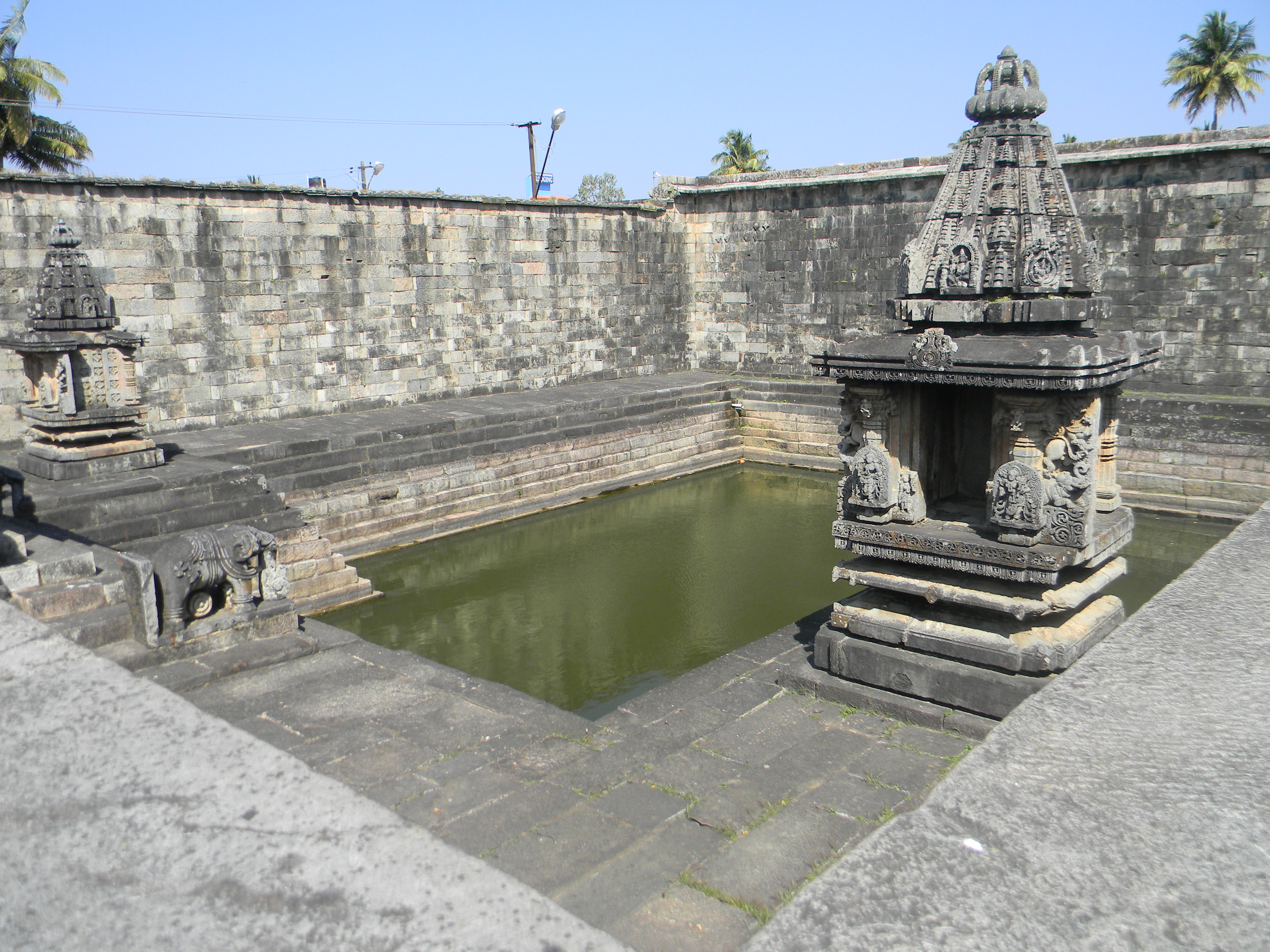
Kalyani in Belur, Karnataka
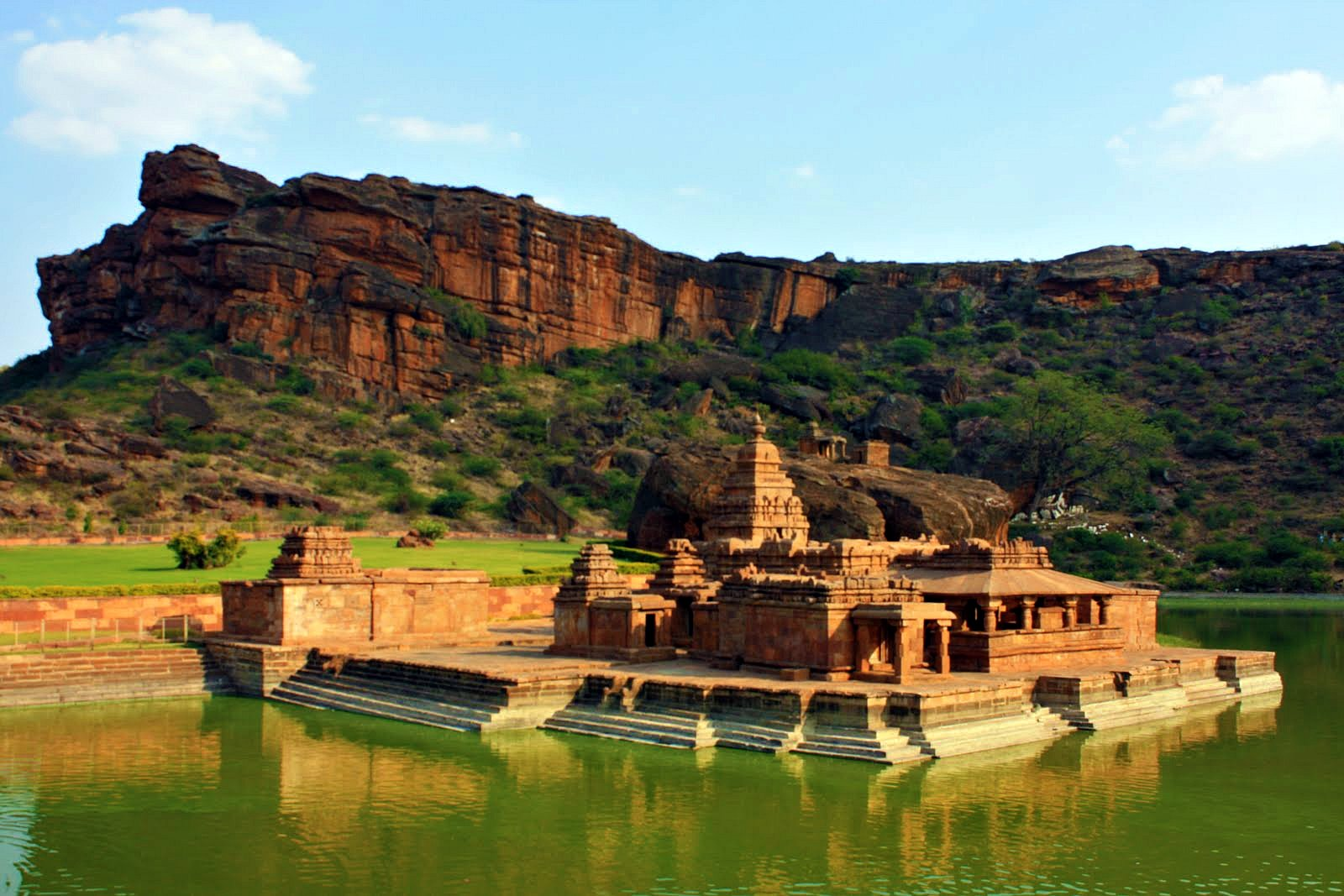
Tempelteich von Badami, Karnataka
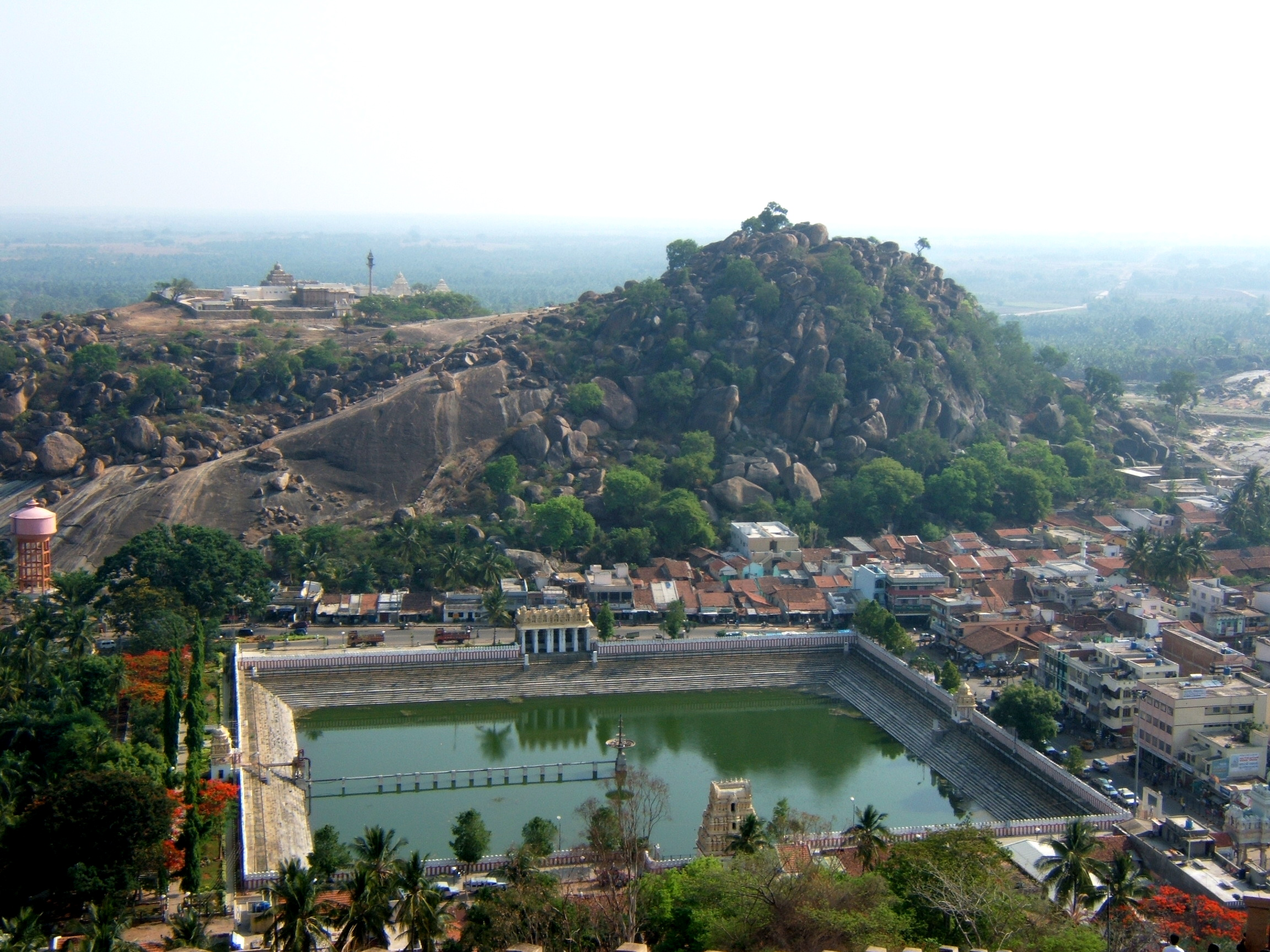
Tempelteich von Shravanabelagola, Karnataka
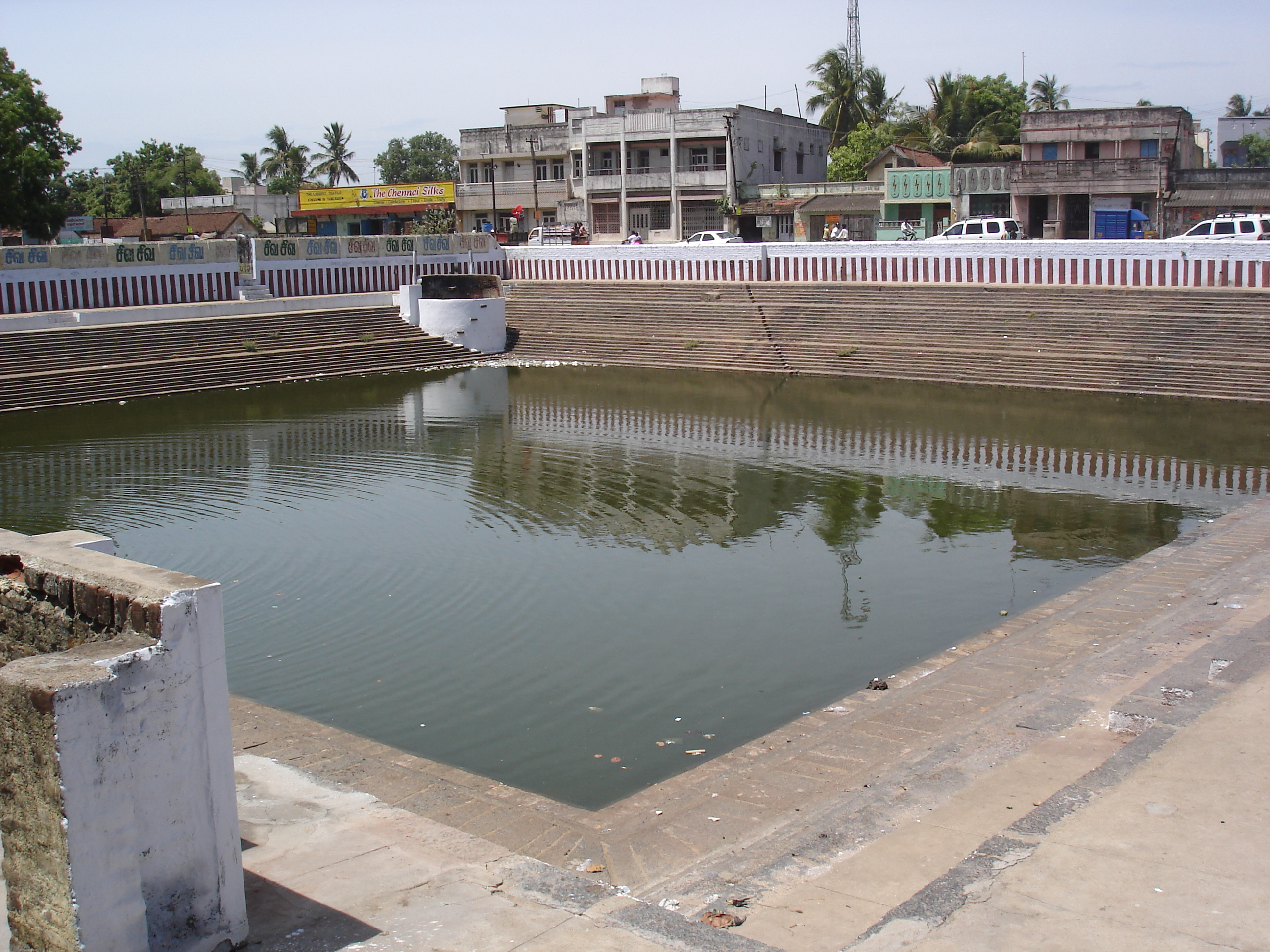
Tempelteich in Chennai, Tamil Nadu
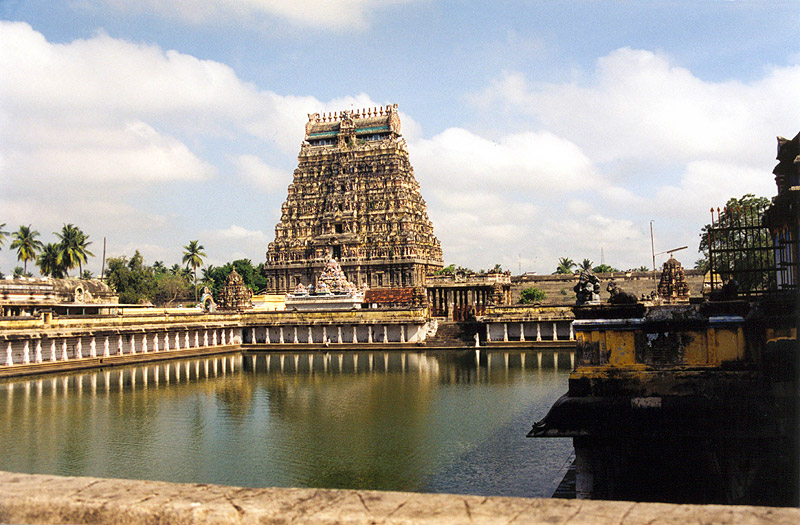
Nataraja-Tempel in Chidambaram, Tamil Nadu
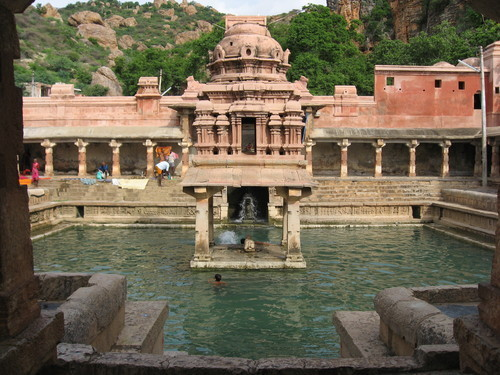
Tempelteich in Yaganti, Andhra Pradesh
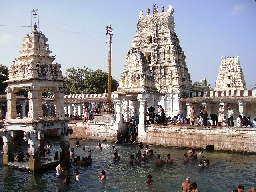
Kalyani in Mahanandi, Andhra Pradesh
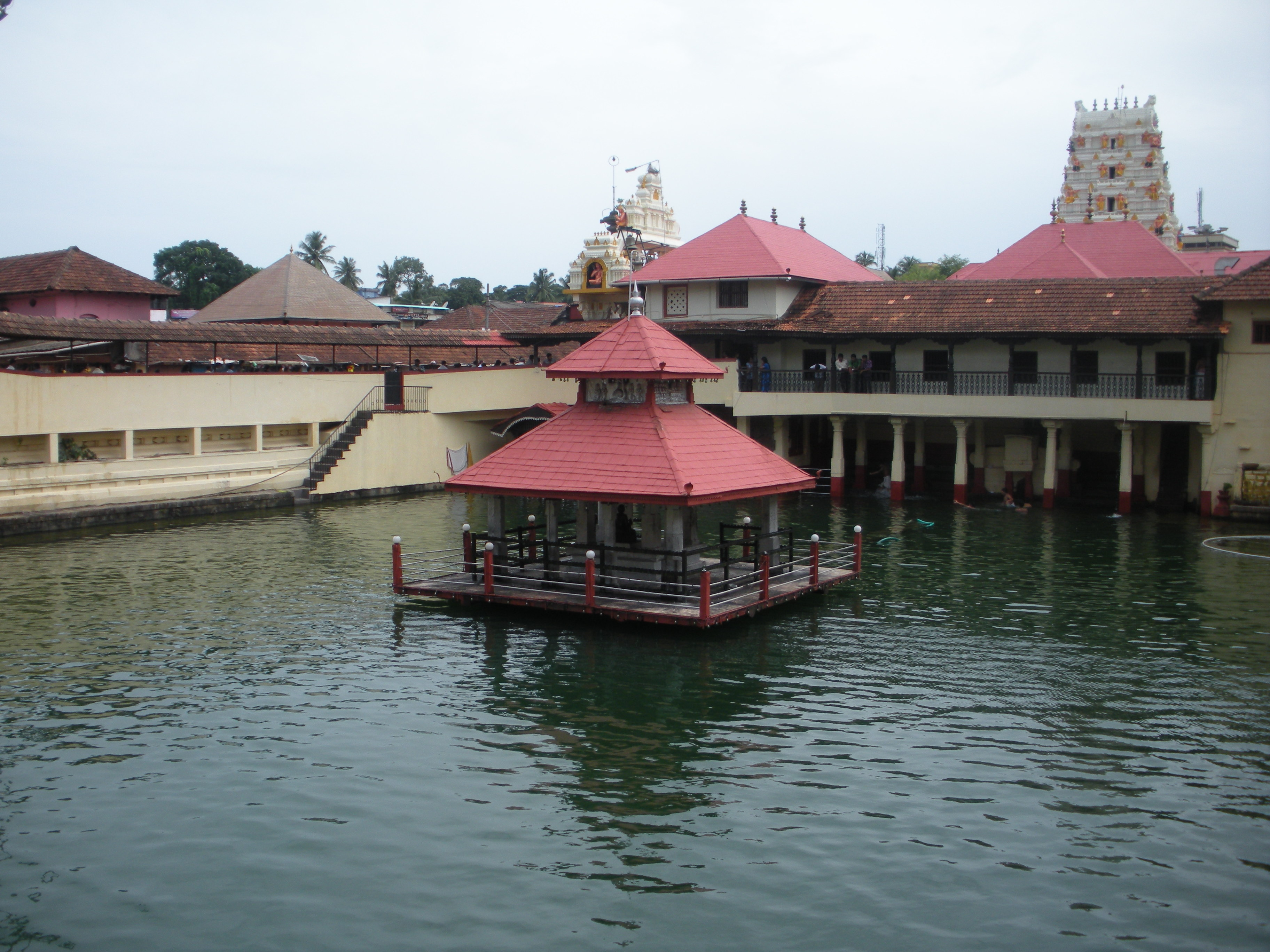
Tempelteich aus dem 20. Jh. in Udupi, Karnataka